# بدرینات (فیلم)
بدرینات 
(به تلوگویی: Badrinath) فیلمی محصول سال ۲۰۱۱ و به کارگردانی وی. وی وینیاک است. در این فیلم بازیگرانی همچون آلو آرجون، تمنا باتیا، پراکاش راج، کلی دروجی، آشوینی کالسکار، سایاجی شینده ایفای نقش کرده‌اند.